# Біргер Ларсен (футболіст)
Біргер Гвіррінг Ларсен (дан. Birger Hvirring Larsen, нар. 27 березня 1942, Копенгаген) — данський футболіст, що грав на позиції центрального захисника за «Фрем» та національну збірну Данії.

## Клубна кар'єра
У дорослому футболі дебютував 1961 року виступами за команду «Фрем», кольори якої і захищав протягом усієї своєї кар'єри гравця, що тривала дев'ять років. Здебільшого був основним гравцем захисту команди.

## Виступи за збірну
1963 року дебютував в офіційних матчах у складі національної збірної Данії.
У складі збірної був учасником чемпіонату Європи 1964 року у Франції, де виходив на поле в обох іграх данців, які вони програли, посівше останнє, четверте місце.
Загалом протягом кар'єри в національній команді, що тривала 4 роки, провів у її формі 12 матчів.